# Laura Bove
Laura Bove (Gerli, 22 de julio de 1946- Buenos Aires; 2 de noviembre de 2020) fue una actriz, dramaturga, docente y directora de teatro argentina.

## Carrera
De padre verdulero y bailarín de tangos y de madre ama de casa con intenciones de actriz. En los últimos años de su carrera dirigió su propia escuela de actuación.
Su comienzo en la actuación se le dio desde muy temprana edad. Debutó en una obra con Azucena Maizani, Domingo Cura y Hugo Díaz. Según supo recordar en una entrevista: 

«Mi primer contacto con el teatro fue a los cuatro años trabajando en varieté junto a Oscar Alemán, Pepito Marrone y Azucena Maizani. Luego, cuando era obligatorio la presentación de números vivos en el cine (en 1953) trabajé junto a Don Pelele, Fidel Pintos, Alfredo Barbieri, y en televisión debuté con Alberto Olmedo y Tincho Zabala en La Troupe de TV.»
Laura Bove

 Se formó con la actriz y docente Hedy Crilla a los 6 años de edad (1952) y a los 25 años (1971) y Carlos Gandolfo a los 16 (1962) y a los 35 años (1981). Tomó clases de clown con Hernán Gené.

## Televisión
- 1952 aprox.: Radionovela Los Pérez García (1942-1967), como Alicita, de 5 años de edad; con Martín Zabalúa, Sara Prósperi, Pepita Férez, Jorge Norton, Julián Bourges y Emilio Comte; por Radio El Mundo, de lunes a viernes a las 20:15 h.
- 1964: El Soldado Balá (serie) Canal 13
- 1968: Su comedia favorita: Que difícil es querer.  Como: Liz. Canal 9
- 1969: Telenovela Nuestra galleguita
- 1969: Miniserie El hombre que volvió de la muerte, como Greta o Señorita Manner; capítulo 9 (jueves 29 de mayo de 1969, 22:00), con Narciso Ibáñez Menta, Eduardo Rudy, Fernanda Mistral, Alberto Argibay, Oscar Ferrigno, Susana Campos, Romualdo Quiroga, Erika Wallner, Alfredo Iglesias, Héctor Biuchet, Néstor Hugo Rivas, Francisco de Paula, Carlos Muñoz y Cristina Gaymar.[5]
- 1971: El vendedor de ilusiones
- 1971: Alta comedia (1 episodio: «Todo sea para bien»), Canal 9
- 1972: Telenovela, Rolando Rivas, taxista. Canal 13. Protagonizada por Soledad Silveyra y Claudio García Satur.
- 1973: Telenovela, Papá corazón, como Camila. Canal 13. Protagonizada por Andrea del Boca y Norberto Suárez.
- 1973: Telenovela, Rolando Rivas, taxista, Como Laurita. Canal 13. Protagonizada por Claudio García Satur y Nora Cárpena.
- 1974: Vermouth de teatro argentino. "El viejo Ucha".Canal9
- 1975/76:Telenovela: "Alguna vez, algún día" Canal 9
- 1977: Teleteatro unitario: El tema es el amor. Varios. Canal 13
- 1977:Telenovela, Pablo en nuestra piel...Como Ofelia Otero, Canal 13. Protagonizada por Arturo Puig y María Valenzuela.
- 1978: Telenovela Vos y yo, toda la vida, como Nidia. Canal 13. Protagonizada por Arturo Puig y María Valenzuela.
- 1981: Telenovela, Las 24 horas, Varios. Canal 13. Con elencos rotativos.
- 1980/1982: Telenovela El Rafa, como Carmen. Canal 9. Protagonizada por Alberto de Mendoza, Carlos Calvo y Alicia Bruzzo.
- 1982/83: Telenovela: Silencio de amor, Como Elena Osorio. Canal 13 (Buenos Aires). Protagonizada por Virginia Lago y Osvaldo Brandi
- 1984/1985: Telenovela Pobre Clara, como Selva. Protagonizada por Alicia Bruzzo y Germán Kraus.
- 2005/2006: Telenovela Se dice amor, como Vivi, por Telefe. Protagonizada por Juan Darthés, Eugenia Tobal y Millie Stegman.
- 2013: Unitario Historias de corazón, (1 episodio: La sierra de los Benteveos), por Telefe.

## Filmografía
- 1965: Nadie oyó gritar a Cecilio Fuentes
- 1969: ¡Qué noche de casamiento!
- 1971: El mundo que inventamos
- 1973: Este loco, loco Buenos Aires
- 1974: Papá Corazón se quiere casar
  - Father Heart wants to get married
- 1974: Operación Rosa Rosa, como Laura, con el cantante Sandro.[6]
  - Operation Rosa Rosa
- 1974: En el gran circo, como Alicia; con Ismael Echevarría, dirigida por Fernando Siro.
- 1974: Rolando Rivas, taxista, dirigida por Julio Saraceni.
- 2009: Lo siniestro, como Helena (dirigida por Sergio Mazurek, con Luis Ziembrowski).[7]
  - The sinister

### Teatro
- El avaro (actriz).
- El diámetro del abismo (productora ejecutiva).
- Jardín de otoño (actriz).
- Lo que duele es la anestesia (autora).
- ¡Tal como somos! (actriz).
- El debut de la piba (directora).
- Persona¡je! (actriz).
- 2008: estrena la obra La piel, o la vía alterna del complemento, de Alejandro Finzi, en un rol protagónico con Julio Ordano.[8]
- Salió de gira por todo el país con su unipersonal Me volvió el alma al cuerpo, además de innumerables participaciones continuas en televisión y cine.[9]
- 2009: Azucena sin guipiur (actriz), como Azucena; con Fito Yanelli.[10]
- 2009: dirigió el sainete El debut de la piba, protagonizado por Aldo Barbero, gran elenco y el debut de cinco alumnos avanzados de su taller, en el Centro Cultural de la Cooperación, en Buenos Aires.[9]

«Hago mi trabajo de autogestión, me parece muy duro lo de Gianni Lunadei [actor que se suicidó por falta de trabajo]: sentarse a esperar que suene un teléfono y que de pronto uno antes de ayer era el mejor y pasado mañana es el peor.»
Laura Bove

- 2014/2015/2016 "Mi vida después del CBC...A.C.V. voces desde la afasia" junto a Pedro Muñóz.

## Premios
- 2001: La legislatura de la Ciudad Autónoma de Buenos Aires declaró de Interés Cultural de la Ciudad el espectáculo Me volvió el alma al cuerpo.
  - Recibió en el Congreso de la Nación el premio Podestá a la trayectoria honorable.
- 2007-2008: Jurado de los Premios Clarín.

## Vida personal
Es hermana del actor comodorense Gustavo Bove Bonnet. En 1970 tuvo un hijo con el actor y director Abel Sáenz Buhr. En 1980 tuvo una hija con el actor Ricardo Piriz. Falleció el 2 de noviembre de 2020 a los 74 años de edad después de ser hospitalizada por un ataque cerebrovascular